# Darren Till
Darren Till (Liverpool, 24 de dezembro de 1992) é um lutador de artes marciais mistas inglês e ex-lutador profissional de kickboxing, que atualmente compete na categoria peso-médio do Ultimate Fighting Championship.

## Biografia
Till começou a treinar Muay Thai aos 12 anos, e se tornou profissional aos 15 anos de idade. Till fez a transição para o MMA quando era membro da Team Kaobaon, aos 17 anos, e foi campeão europeu no K-1. Till se envolveu em uma briga numa festa, em agosto de 2012, e foi esfaqueado duas vezes nas costas. Foi uma experiência que quase o levou à morte, pois a facada fora profunda, ficando à um centímetro de sua artéria principal. Após o incidente, seu treinador, na época, o aconselhou a ir ao Brasil para treinar, pois viver em Liverpool causou muita distração em sua vida. Ele tomou este conselho e mudou-se para o Brasil para prosseguir a carreira no MMA e ensinar Muay Thai. Seu plano inicial era permanecer no Brasil por apenas seis meses, mas ele acabou ficando por três anos e meio.

## Carreira no MMA

### Início de carreira
Till passou grande parte de sua carreira inicial no MMA em Santa Catarina, onde ele fazia parte da Astra Fight Team. Ele compilou um cartel amador de 3-0, antes de se tornar profissional, e teve um total de 11 lutas no Brasil e uma luta na Argentina. Till lutou oito vezes somente em 2013, e seu cartel foi de 12-0-0, com sete TKO/KO's, antes de assinar com o UFC.

### Ultimate Fighting Championship

#### 2015
Till enfrentou o brasileiro Wendell de Oliveira Marques em sua estreia no UFC, com nove dias de aviso, no UFC Fight Night: Condit vs. Alves, em 30 de maio de 2015. Oliveira dominou maior parte do primeiro round, levando até à grade e aplicando joelhadas no abdômen e na parte interna das coxas. No segundo round, Till levou Oliveira à knockdown, ficando por cima no chão, aplicando diversas cotoveladas. Ele nocauteou Oliveira e garantiu sua primeira vitória no UFC.
Na próxima, Till enfrentou Nicolas Dalby, em 24 de outubro de 2015, no UFC Fight Night: Holohan vs. Smolka. Após uma luta com reviravoltas, o resultado foi um empate majoritário. Ambos os lutadores foram premiados com o bônus de Luta da Noite.

#### 2017
Após uma grande lesão no ombro e vários problemas pessoais, Till manteve-se fora de ação por um longo período de tempo, até que voltou para enfrentar Jessin Ayari, em 28 de maio de 2017, no UFC Fight Night: Gustafsson vs. Teixeira. Ele ultrapassou o limite do peso-meio-médio para lutas que não valem o cinturão, de 171 libras (77,6 kg), atingindo 5 libras (2,3 kg) acima do limite, e teve que ceder 20% de sua bolsa na luta para o adversário. Ele explicou que ultrapassou o peso devido ao longo tempo afastado das competições, e que seu corpo também não respondeu ao processo de corte de peso como no passado. Apesar desta difícil situação, Till superou Ayari nos cartões de pontuação, ganhando por decisão unânime.
Em 1 de agosto de 2017, foi anunciado que Till havia assinado um novo contrato de cinco lutas com o UFC.
Till enfrentou Bojan Veličković, em 2 de setembro de 2017, no UFC Fight Night: Volkov vs. Struve. Till estendeu a sua série invicta, vencendo por decisão unânime.
Till enfrentou Donald Cerrone, no dia 21 de outubro de 2017, no UFC Fight Night 118  e manteve a invencibilidade ao nocautear o rival aos 4m20s do primeiro round.

## Vida pessoal
Além de seu inglês nativo, Till também pode falar português, pois aprendeu ao viver no Brasil por três anos e meio. Ele voltou para Liverpool em dezembro de 2016.
Como presente de aniversário surpresa para sua ex-namorada, que é a mãe de seu filho, ele fez uma tatuagem do rosto dela na parte superior de seu braço.

## Cartel no MMA
| Cartel no MMA   |             |            |
| 23 lutas        | 18 vitórias | 4 derrotas |
| Por nocaute     | 10          | 1          |
| Por finalização | 2           | 2          |
| Por decisão     | 6           | 1          |
| Empates         | 1           | 1          |

| Res.    | Cartel | Oponente                 | Método                               | Evento                                   | Data       | Round | Tempo | Local                    | Notas                                                 |
| ------- | ------ | ------------------------ | ------------------------------------ | ---------------------------------------- | ---------- | ----- | ----- | ------------------------ | ----------------------------------------------------- |
| Derrota | 18-4-1 | Derek Brunson            | Finalização (mata leão)              | UFC Fight Night: Brunson vs. Till        | 04/09/2021 | 3     | 2:13  | Las Vegas, Nevada        |                                                       |
| Derrota | 18-3-1 | Robert Whittaker         | Decisão (unânime)                    | UFC on ESPN: Whittaker vs. Till          | 25/07/2020 | 5     | 5:00  | Abu Dhabi                |                                                       |
| Vitória | 18-2-1 | Kelvin Gastelum          | Decisão (dividida)                   | UFC 244: Masvidal vs. Diaz               | 02/11/2019 | 3     | 5:00  | Nova Iorque, Nova Iorque | Retorno aos Médios.                                   |
| Derrota | 17-2-1 | Jorge Masvidal           | Nocaute (soco)                       | UFC Fight Night: Till vs. Masvidal       | 16/03/2019 | 2     | 3:05  | Londres                  |                                                       |
| Derrota | 17-1-1 | Tyron Woodley            | Finalização (estrangulamento d'arce) | UFC 228: Woodley vs. Till                | 08/09/2018 | 2     | 4:19  | Dallas, Texas            | Pelo Cinturão Meio Médio do UFC.                      |
| Vitória | 17-0-1 | Stephen Thompson         | Decisão (unânime)                    | UFC Fight Night: Thompson vs. Till       | 27/05/2018 | 5     | 5:00  | Liverpool                | Luta no Peso Casado (79,1 kg). Till não bateu o peso. |
| Vitória | 16-0-1 | Donald Cerrone           | Nocaute Técnico (socos)              | UFC Fight Night: Cerrone vs. Till        | 21/10/2017 | 1     | 4:20  | Gdańsk                   | Performance da Noite.                                 |
| Vitória | 15-0-1 | Bojan Veličković         | Decisão (unânime)                    | UFC Fight Night: Volkov vs. Struve       | 02/09/2017 | 3     | 5:00  | Rotterdam                |                                                       |
| Vitória | 14-0-1 | Jessin Ayari             | Decisão (unânime)                    | UFC Fight Night: Gustafsson vs. Teixeira | 28/05/2017 | 3     | 5:00  | Estocolmo                | Peso casado (176 lbs); Till não bateu o peso.         |
| Empate  | 13-0-1 | Nicolas Dalby            | Empate (majoritário)                 | UFC Fight Night: Holohan vs. Smolka      | 24/10/2015 | 3     | 5:00  | Dublin                   | Luta da Noite.                                        |
| Vitória | 13-0   | Wendell Oliveira         | Nocaute (cotoveladas)                | UFC Fight Night: Condit vs. Alves        | 30/05/2015 | 2     | 1:37  | Goiânia                  | Estreia no UFC.                                       |
| Vitória | 12-0   | Laerte Costa e Silva     | Nocaute Técnico (socos)              | MMA Sanda Combat                         | 09/05/2015 | 4     | 2:01  | Apucarana                |                                                       |
| Vitória | 11-0   | Guillermo Martinez Ayme  | Decisão (unânime)                    | Arena Tour MMA                           | 20/12/2014 | 3     | 5:00  | Buenos Aires             |                                                       |
| Vitória | 10-0   | Sergio Matias            | Finalização (chave de dedo)          | Aspera Fighting Championship 14          | 29/11/2014 | 2     | 3:05  | Lages                    | Estreia nos Meio Médios.                              |
| Vitória | 9-0    | Deivid Caubiack          | Nocaute (soco)                       | Aspera Fighting Championship 11          | 30/08/2014 | 1     | 1:35  | Curitibanos              |                                                       |
| Vitória | 8-0    | Cristiano Marquesotti    | Finalização (triângulo invertido)    | Curitibanos AMG Fight Champion           | 09/11/2013 | 1     | 4:45  | Curitibanos              |                                                       |
| Vitória | 7-0    | Edson Jairo da Silva     | Nocaute Técnico (desistência)        | Predador Campos Fight 2                  | 05/10/2013 | 3     | 4:00  | Campos Novos             |                                                       |
| Vitória | 6-0    | Alexandre Pereira        | Nocaute (soco)                       | Encontro dos Espartanos                  | 10/08/2013 | 3     | 2:47  | Blumenau                 |                                                       |
| Vitória | 5-0    | Pedro Keller de Souza    | Nocaute (soco)                       | Sparta MMA 7                             | 15/06/2013 | 2     | 1:54  | Balneário Camboriú       |                                                       |
| Vitória | 4-0    | Paulo Batista            | Nocaute (soco)                       | Sparta MMA 6                             | 28/05/2013 | 1     | 1:24  | Itajaí                   |                                                       |
| Vitória | 3-0    | Junior Dietz             | Nocaute Técnico (socos)              | São João Super Fight: Forja de Campeões  | 04/05/2013 | 1     | 1:24  | São João Batista         |                                                       |
| Vitória | 2-0    | Muriel Giassi            | Nocaute Técnico (socos)              | Tavares Combat 6                         | 06/04/2013 | 2     | 2:50  | Palhoça                  |                                                       |
| Vitória | 1-0    | Luciano Oliveira Ribeiro | Decisão (unânime)                    | Sparta MMA 3                             | 23/02/2013 | 3     | 5:00  | Balneário Camboriú       |                                                       |